# Eburobrício

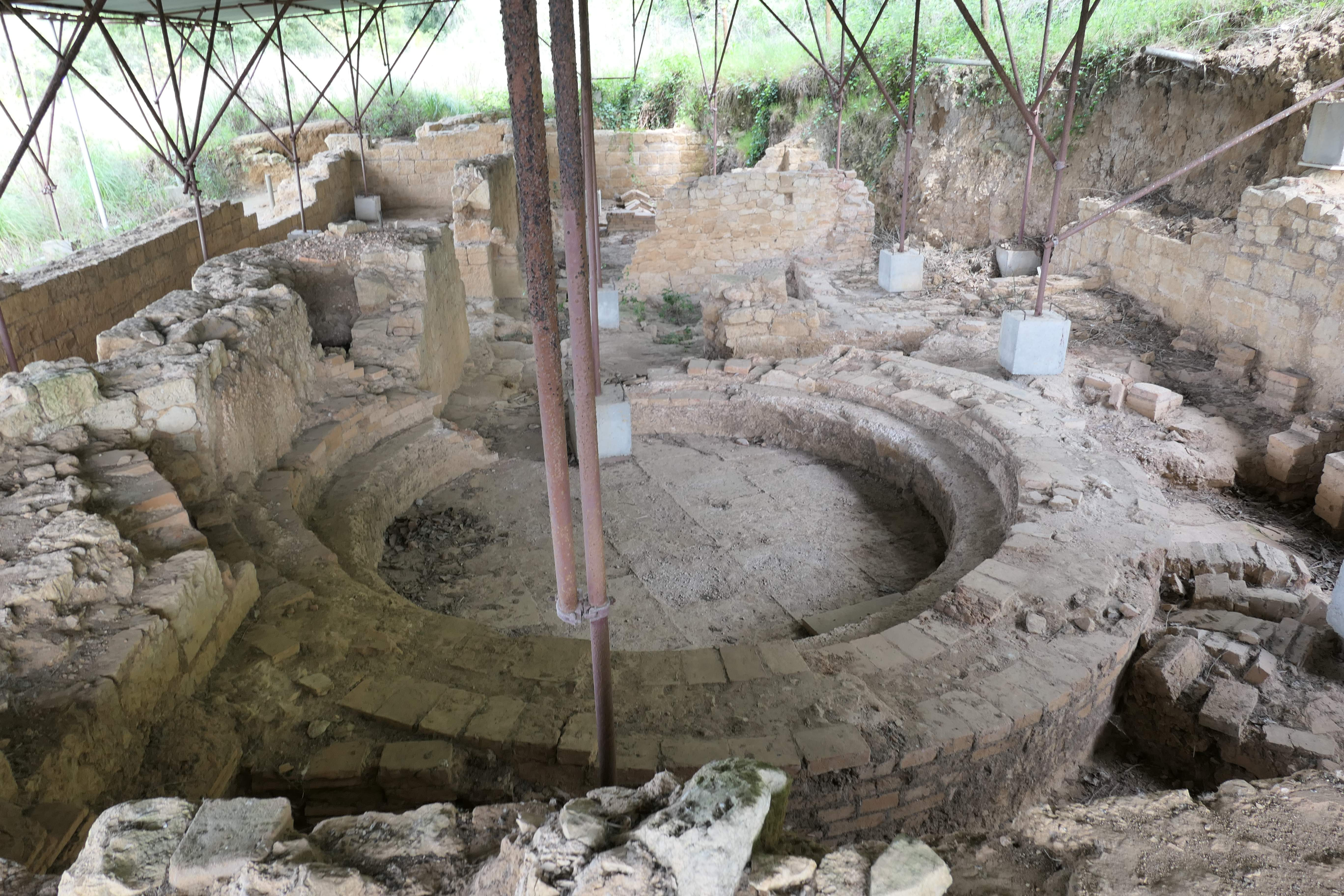

Eburobrício (em latim: Eburobrittium) foi uma cidade romana que existia em território português entre Lisboa (Olisipo) e Golpilheira (Colipo).

## História
A cidade é referida pelo escritor romano Plínio, o Velho, no século I, na obra História Natural.
Em 1994, as obras para a construção das estradas IC1 e IP6, na freguesia de Gaeiras em Óbidos, próximo do Santuário do Senhor Jesus da Pedra, deixaram a descoberto vestígios arqueológicos do período da invasão romana da península Ibérica. No ano seguinte, em 1995, descobriu-se mesmo um Fórum romano. Ainda se desconhece a dimensão das áreas habitacionais.
A cidade terá sido erguida ao tempo de César Augusto, no final do século I a.C., e sobreviveu até à segunda metade do século V. Alguns dos espaços foram posteriormente reocupados, como se verifica pela existência de dois edifícios medievais.